# Misera contribuens plebs
Misera contribuens plebs è una locuzione latina che si traduce letteralmente con «La povera plebe che contribuisce».
Deriva da una frase di Orazio nell'opera Satire (1,8,10) ed è presente nell'art. 37 del Decreto II anno 1751 della Dieta Ungherese (Corpus Iuris Hungarici, 2, Tyrnaviae 1751,424), con il significato che sono sempre i più poveri ad essere tartassati da imposte e balzelli.